# A világ metrói (televíziós sorozat)
A világ metrói színes, 15 részes magyar dokumentumfilm sorozat, ami 1986 és 1993 között futott először a Magyar Televízió műsorán. Rendező: Fazekas Lajos, Lovas György, Molnár Péter. A sorozatban Lovas György mélyépítő segítségével ismerhetjük meg a világ különböző városaiban lévő metróhálózatok múltját, jelenét és jövőjét, illetve a metrók környékének nevezetességeit. 
A témáról dr. Várszegi Gyula 1983-ban könyvet jelentetett meg ugyanezzel a címmel. A sorozat az UITP Nemzetközi Tömegközlekedési Szövetség 100 éves centenáriuma alkalmából készült.

## Epizódok
| Epizódszám | Cím           | Első sugárzás       |
| ---------- | ------------- | ------------------- |
| 1.         | London        | 1986. október 25.   |
| 2.         | Moszkva       | 1986. november 7.   |
| 3.         | Bécs          | 1987. január 3.     |
| 4.         | Stockholm     | 1987. január 18.    |
| 5.         | München       | 1987. március 1.    |
| 6.         | Budapest      | 1987. május 1.      |
| 7.         | San Francisco | 1987. november 14.  |
| 8.         | Párizs        | 1988. január 30.    |
| 9.         | Washington    | 1988. február 28.   |
| 10.        | Lille         | 1988. április 9.    |
| 11.        | Mexikóváros   | 1988. október 22.   |
| 12.        | Prága         | 1989. április 15.   |
| 13.        | New York      | 1989. május 27.     |
| 14.        | Tokió         | 1992. december 26.  |
| 15.        | São Paulo     | 1993. augusztus 29. |

## Stáb
- Rendező: Fazekas Lajos, Lovas György, Molnár Péter
- Író: Dr. Várszegi Gyula, Lovas György
- Zeneszerző: Vukán György
- Operatőr: Ráday Mihály, Molnár Péter
- Vágó: Zuggó Gyöngyi, Zöld Zsófia, Paál Géza, Iker Noémi, Börzsönyi Gábor
- Műszaki vezető, videomérnök: Vezér Árpád
- Kameramann: Dölfinger László
- Hangmérnök: Gergely András
- Rendező asszisztens: Törköly Róbert, Vida Sándor, November Éva
- Felvételvezető: Nyári István
- Gyártásvezető: Szilágyi György, Majerszky Béla, Fredric H. von Stange, V. Szabó Ildikó
- Producer: Kővári Péter
- Szerkesztő, riporter, műsorvezető: Lovas György